# Barbara Hundgeburt

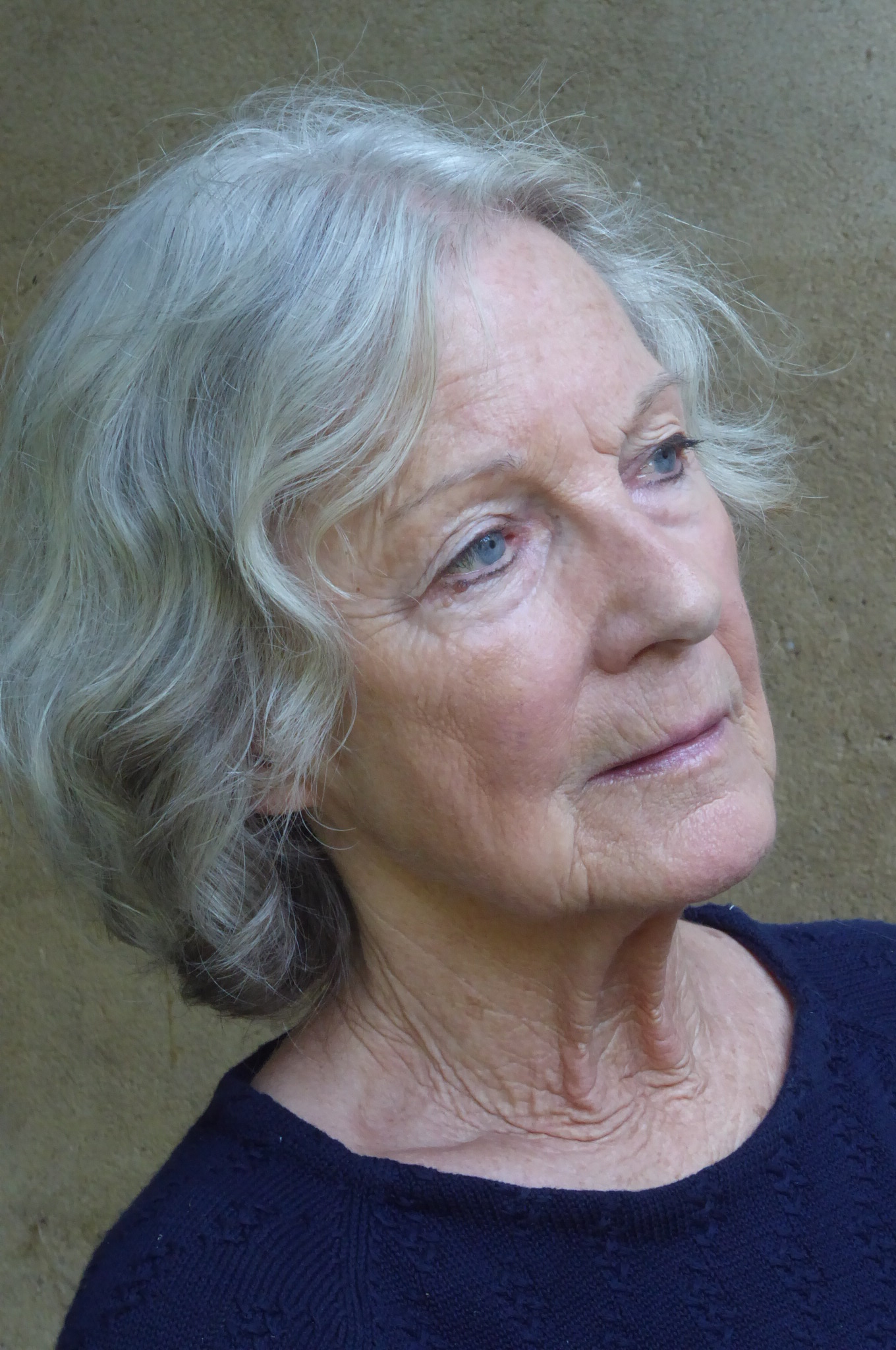
Barbara Hundgeburt (2021)

Barbara Hundgeburt (* 1943 in Prag; auch als Barbara Bock-Grabow, Barbara Hundgeburt-Grabow) ist eine deutsche Schriftstellerin. Ihre Arbeitsgebiete sind Erzählung, Lyrik und Roman.

## Leben
Barbara Hundgeburt wurde 1943 in Prag als Kind deutscher Eltern geboren und wuchs im Ruhrgebiet auf, nachdem ihrer Familie in den letzten Kriegstagen die Flucht nach Deutschland gelungen war. Sie studierte an der Pädagogischen Hochschule Bonn (Hauptfächer: Kunst, Biologie), arbeitete anschließend als Lehrerin in Wesseling und gründete und leitete an der dortigen Schule die Theater-AG. Nachdem sie lange Zeit in und bei Bonn lebte, wohnt sie jetzt in der Eifel. Sie hat einen Sohn aus erster Ehe.
Barbara Hundgeburt ist Mitglied im Freien Deutschen Autorenverband (FDA) und Gründungsmitglied des Kulturkreises Alfter. Sie hat bei zahlreichen Veranstaltungen des Bonner Literaturvereins mitgewirkt, las auf dem Bonner Literaturmarkt und gehörte ebenso zu den Teilnehmern der »Nordrheinischen Worte«, 1986. Die Buchvorstellung zu Lichtspuren fand im November 1989 im Konrad-Adenauer-Haus in Bonn unter der Schirmherrschaft von Bundestagspräsidentin Rita Süssmuth statt.

## Rezeption
„Es sind, Lichtspuren’, eine ausstrahlende Reinheit, die in der Helle und, auch bei schicksalsschwerer Thematik, in der fast hellenischen Heiterkeit des geistigen Raumes ihre Entsprechung findet, den die Lyrik und die Erzählungen sich schaffen. Dichtung, modern in den Formen, aber gänzlich unberührt von allem zeitgenössischen Sozialfrust, von Untergangsängsten oder verzweifelter Ichbespiegelung – eine eigene, neue, andere Welt. Lichtpunkte die Gedichte, Leuchtspuren die Erzählungen, manche nur zwei, drei Seiten lang und doch jede wie der Grundriss eines Lebensschicksals. Sie lassen in jeweils märchenhafter Lösung die verborgenen Kräfte sichtbar werden, die all das Vordergründige lenken, das wir Wirklichkeit nennen.“
„Die Lyrik Bärbel Hundgeburt-Grabows ist von einer äußerst verdichteten und metaphorischen Sprache geprägt und thematisiert eine mit kaum zu ertragender Schwermut vorgetragene Ich-Umwelt-Beziehung.“
„Die Dichterin Barbara Hundgeburt hat die Sprache zu ihrer Heimat gemacht. Unterwegs zu sein, ein Wanderer zu sein, ist ihr Lebensgefühl. Ihre Gedichte nehmen den schauenden Leser mit, zeigen Ausblicke einer Wanderung und Bilder von intensiver Eindrücklichkeit und Schönheit …“
„Die Autorin erzählt in Ausschnitten das Leben von Menschen aus drei Generationen, indem sie Hauptmotive und Nebenhandlungen auf verschachtelte Weise zusammenfügt. Dabei entsteht ein Gewebe aus Träumen, langsamem Erwachen und klaren Wahrnehmungen. Ihr literarisch-poetischer Stil zeigt ein aussergewöhnlich hohes Formulierungsvermögen.“
„Eine verschachtelte, komplexe Geschichte mit sehr vielen Figuren – ein leiser Lobgesang auf die Macht der Liebe, dargeboten in einer wunderbar bedächtigen Erzählweise.“

## Texte in Zeitschriften (Auswahl)
- Neue Welten, als Barbara Bock-Grabow, in BLitZ – Bonner literarische Zeitung, Nr. 0, Dezember 1986.
- Der Diener, als Barbara Bock-Grabow, in bonnmot, Nr. 4, Oktober 1987.
- Im Garten, als Barbara Bock-Grabow, in „bagatelle“, Mind- und Mensa-Magazin, Nr. 60, August 1988.
- In the garden, als Barbara Bock-Grabow, in „Mensa Canada Communications“ 10, April 1991.
- Augenblick, als Barbara Hundgeburt-Grabow, in Der Literat, Fachzeitschrift für Literatur und Kunst, 12/1998.

## Texte in Anthologien (Auswahl)
- Im Garten, als Barbara Bock-Grabow, in „Bonn literarisch, Geschichten und Gedichte der Gruppe 84. Bonner Literaturverein“, Bouvier, Bonn 1987, ISBN 3-41602007-3.
- Das Fest, als Barbara Hundgeburt-Grabow, in „… als wär’s ein Stück von mir“, Gedichte und Kurzprosa, FDA Hessen, 1991.
- Die Stimme, in „Kein schöner Land?“, Gedichte und Kurzprosa, FDA Hessen 1992.
- Heimkehr, in „Schlagzeilen“, Edition L, 1996.
- Daphnis, in „Forum“, deutsch-kroatische Lyrik-Anthologie, 2001.
- denn im Traum, in Nationalbibliothek des deutschsprachigen Gedichtes, „Ausgewählte Werke VI“, 2003.
- vielleicht, in Bibliothek deutschsprachiger Gedichte, „Ausgewählte Werke VII“, 2004.
- Spiegelbilder, in GEGEN UNENDLICH. Phantastische Geschichten, p.machinery, Murnau 2017, ISBN 978-3-957650-79-5.
- Für Amelie, in „Das Taschentuch“, Anthologie zum 8. Bad Godesberger Literatur-Wettbewerb, Kid Verlag, Bonn 2018, ISBN 978-3-947759-15-6.
- Neue Welten, in „Rückkehr nach Bleiwenheim“, p.machinery, Winnert 2023, ISBN 978-3-95765-348-2.

## Werke
- Spiegelbilder. Lyrik und Erzählungen. (als Barbara Bock-Grabow) Lippmann Verlag, Passau 1985, ISBN 3-923845-10-3.
- Lichtspuren. Lyrik und Erzählungen. (als Barbara Bock-Grabow) Lippmann-Mindl-Verlag, Passau 1989, ISBN 3-923845-13-8.
- Tagebuch eines Augenblicks. AltiusLiteraturwerkstatt 5, Altius-Verlag, Erkelenz 2007, ISBN 978-3-932483-18-9.
- Üxheim, den … Nachricht von unterwegs. Gedichte.[15] AltiusLiteraturwerkstatt 6, Altius-Verlag[16], Erkelenz 2009, ISBN 978-3-932483-29-5.
- Weiß. Roman. Kid Verlag, Bonn 2022, ISBN 978-3-949979-03-3

## Auszeichnungen
- 2006: Finalistin beim Koblenzer Literaturpreis (für Ms. „Tagebuch eines Augenblicks“)
- 2007: Wolfgang-A.-Windecker-Lyrikpreis[17]
- 2018: 2. Platz der Jury und Publikumspreis beim 8. Bad Godesberger Literaturpreis (für „Amelie“, Romanauszug)[18]
- 2020: „Besondere Anerkennung“ beim Wettbewerb der Stiftung Kreatives Alter, Zürich, Schweiz[19]